# 高硬度石英成形板
高硬度石英成形板（こうこうどせきえいせいけいばん）とは、天然石英の粉砕粒を少量のメタクリル酸メチル樹脂（アクリル樹脂の一種）などで固形化した素材であり、表面硬度が高く、耐摩耗性・耐久性に優れている。多用途・多機能であり、従来の製品分野には属さない。

## 各種特殊機能
防滑機能
油が介在していても滑りによる転倒事故を抑止する等、安全性を発揮する。車椅子用のスロープや浴室床等、滑りによる転倒事故のリスクを軽減することができる。駅のプラットフォームなどに設置する黄色の点字ブロックにも使用される。
蓄光機能
太陽光や照明の光を受けて暗所で光る機能。高硬度石英成形板の蓄光機能は、従来の蓄光製品とは性質を異にしている。高輝度であり、長残光。耐久性・耐候性があり、屋外から屋内まで使用が可能。ノンエネルギーで発光することから地球温暖化対策に有効とされている。